# Liste des phares de la Sardaigne

Provinces de Sicile

Liste des phares de la Sardaigne : la Sardaigne est la deuxième plus grande île de la Méditerranée, après la Sicile. Cette page comprend les phares des côtes nord de la Sardaigne (provinces de Sassari, Olbia-Tempio et Nuoro) et les phares des côtes sud (provinces de l'Ogliastra, Cagliari, Carbonia-Iglesias, Medio Campidano et Oristano).
Les aides à la navigation sont exploitées et entretenues par le Servizio dei Fari e del Segnalamento Marittimo de la Marina Militare. Les propriétés des phares sont des réserves navales, généralement clôturées et fermées au public.

## Région nord

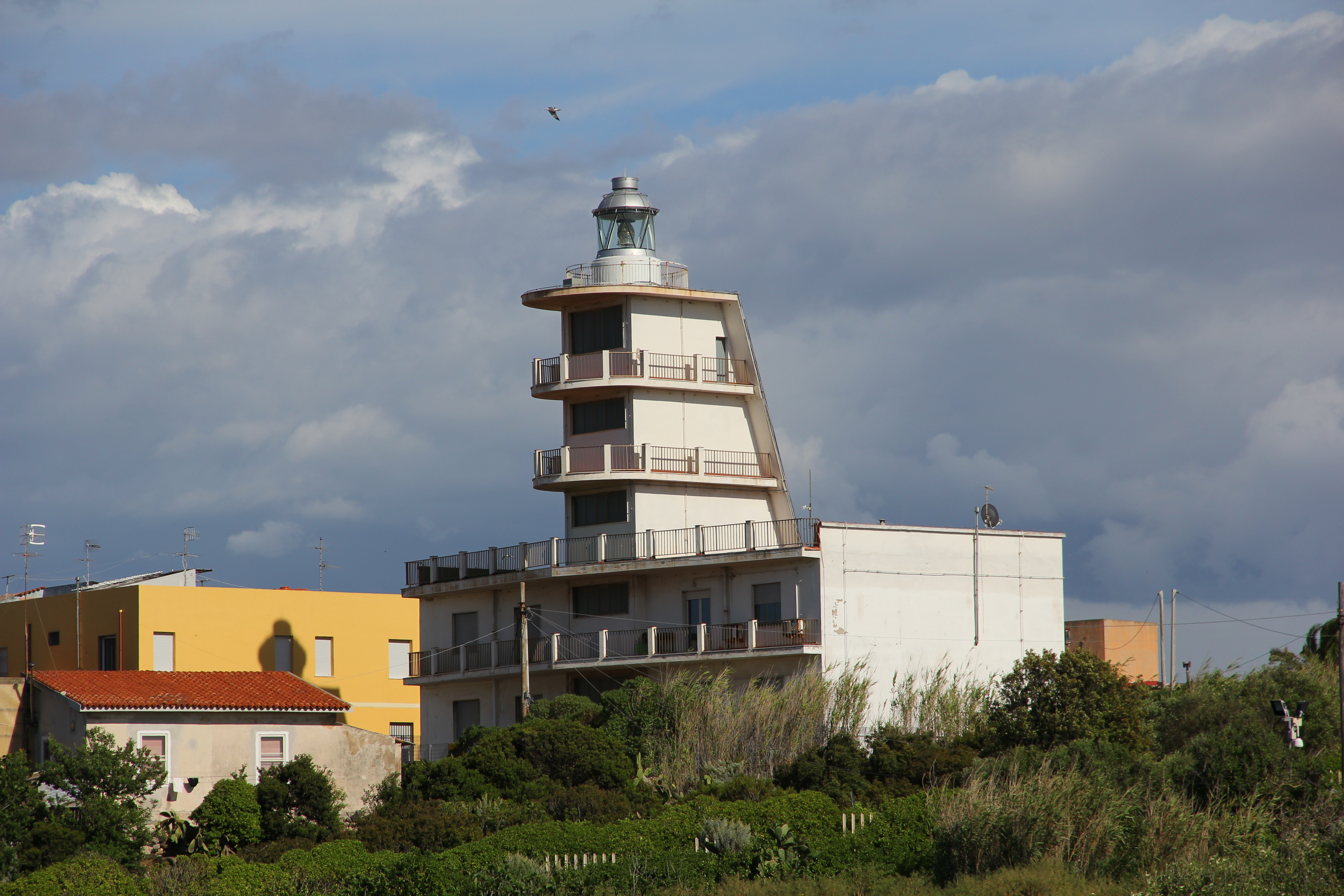
Porto Torres

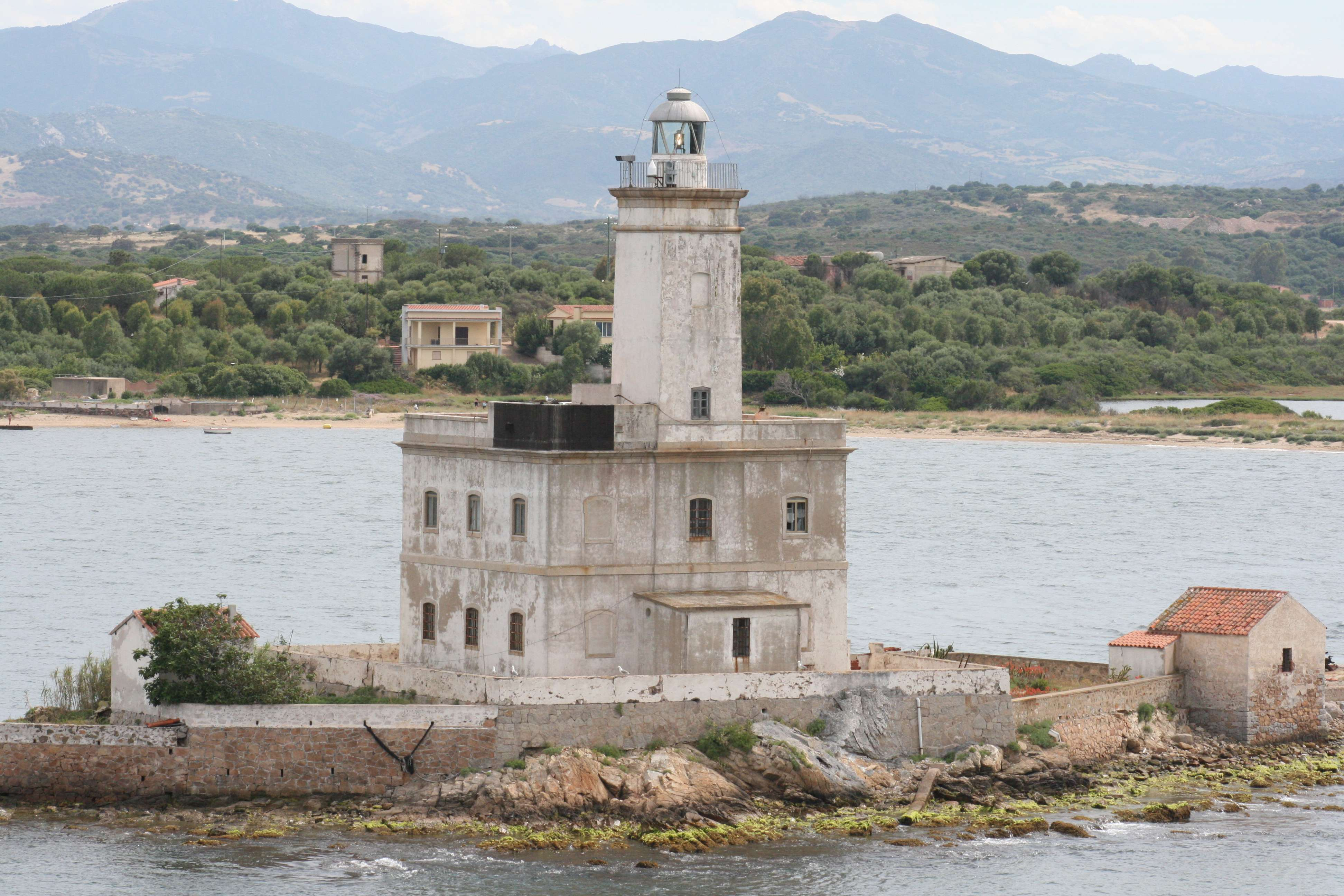
Isola della Bocca

Province de Sassari :
- Phare d'Isolotto della Maddalena
- Phare de Porto Conte
- Phare de Capo Caccia
- Phare de Punta Scorno
- Phare de Porto Torres

Province d'Olbia-Tempio :
- Phare de Capo Testa
- Phare de l'île de Razzoli

- Phare de Punta Filetto
- Phare de Punta Sardegna
- Phare de Barrettinelli di Fuori
- Phare de Punta Palau
- Phare de Capo d'Orso
- Phare d'Isolotto Monaci
- Phare d'Isola delle Bisce
- Phare de Capo Ferro
- Phare d'Isola della Bocca

Province de Nuoro :
- Phare de Capo Comino

## Région sud

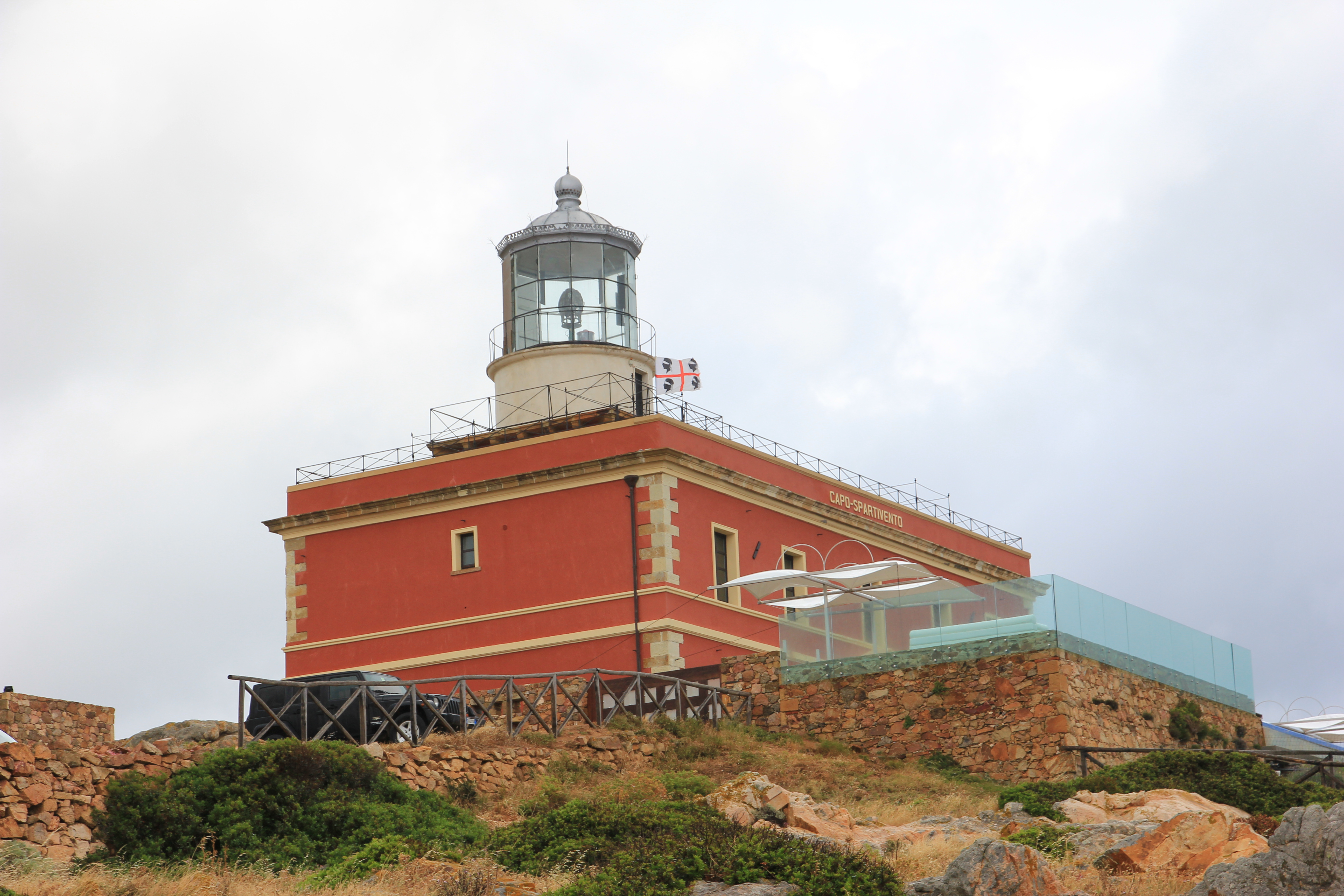
Cap Spartivento

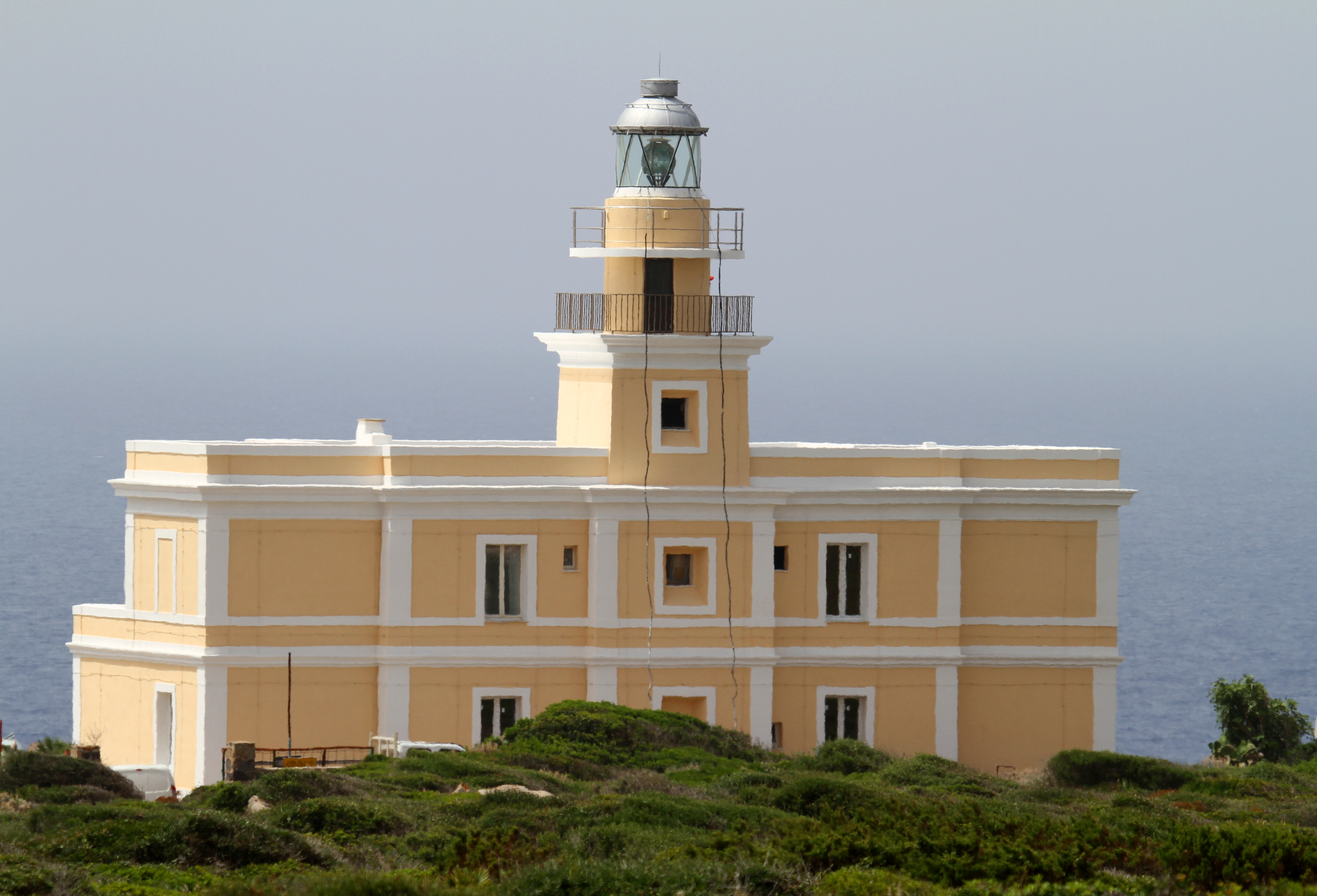
Capo San Marco

Province de l'Ogliastra :
- Phare de Capo Bellavista

Province du Sud-Sardaigne :
- Phare de Capo Ferrato
- Phare d'Isola dei Cavoli
- Phare du cap Carbonara
- Phare du cap Spartivento
- Phare de Capo Sandalo

Province de Cagliari :
- Phare de Capo Sant'Elia
- Phare de Capo di Pula

Province d'Oristano :
- Phare de Torre Grande
- Phare de Capo San Marco